# Nikkita Lyons
Faith Jefferies (Las Vegas, Nevada, Estados Unidos, 5 de agosto de 1999) es una luchadora profesional, taekwondista y música estadounidense. Actualmente trabaja para la empresa WWE, donde se presenta en la marca NXT bajo el nombre de Nikkita Lyons. Antes de llegar a WWE, luchó para la promoción Women of Wrestling (WOW) bajo el nombre de Faith the Lioness.

## Primeros años
Nació en Las Vegas y se crio en Hollywood, California. Comenzó a practicar taekwondo a los cuatro años, obteniendo el cinturón negro a los 8. Se graduó en el instituto a principios de 2017.

## Carrera

### Women of Wrestling (2019-2021)
Poco después de su graduación de la escuela secundaria, comenzó a entrenar en la lucha libre profesional en 2018 bajo Selina Majors. Debutó en la promoción Women of Wrestling, actuando bajo el nombre artístico de Faith The Lioness, antes de firmar con la WWE en 2021.

### WWE

#### NXT (2021-presente)
Debutó en el episodio del 31 de diciembre de 2021 de 205 Live bajo el nombre en el ring Nikkita Lyons', perdiendo ante Amari Miller. Hizo su debut en NXT 2.0 en el episodio del 22 de febrero de 2022 derrotando a Kayla Inlay. En abril entró en un feudo con Lash Legend, venciéndola en los episodios del 5 y 26 de abril de NXT respectivamente. En NXT Spring Breakin' el 3 de mayo, hizo equipo con Cora Jade para derrotar a Legend y Natalya en un combate por equipos. En el episodio del 10 de mayo de NXT, participó en el NXT Women's Breakout Tournament, derrotando a Arianna Grace en la primera ronda. El 24 de mayo se anunció que se retiraba del torneo debido a una lesión, revelando en su cuenta de Instagram un día después que sufría una rotura parcial del ligamento colateral tibial y un esguince del ligamento lateral interno.
En el NXT 2.0 del 19 de julio, participó en la 20 Women's Battle Royal por una oportunidad al Campeonato Femenino de NXT de Mandy Rose, eliminando a Kayden Carter y a Kiana James, sin embargo fue eliminada por Tiffany Stratton.
Iniciando 2023, en el NXT del 3 de enero, interrumpió a Cora Jade que aseguraba merecer una oportunidad titular, pero fue interrumpida por Zoey Stark desde una zona variada de la grada, asegurando merecer esa oportunidad, a lo que Wendy Choo se suma a la reivindicación, al igual que Thea Hail y lass palabras dan paso a la acción, y todas ellas inician una pelea en mitad del ring, mientras eso sucede, Roxanne Perez aparece y confirma que la próxima semana habrá una 20-Women's Battle Royal y la ganadora tendrá una oportunidad por el Campeonato Femenino de NXT en Vengeance Day. En NXT New Year's Evil, participó en la 20-Women's Battle Royal por una oportunidad al Campeonato Femenino de NXT de Roxanne Perez en NXT Vengeance Day, eliminando a Elektra Lopez, sin embargo fue eliminada por Zoey Stark. La siguiente semana en el Level Up emitido el 20 de enero, derrotó a Jakara Jackson, y la semana siguiente en NXT del 24 de enero, se mostró como fue atacada en la zona del estacionamiento, afueras del establecimiento.